# Grup espacial
En matemàtiques i física, un grup espacial o grup d'espai és el grup de simetria d'una configuració en l'espai, en general en tres dimensions. En tres dimensions, hi ha 219 tipus diferents, o 230 si les còpies quirals es consideren diferents. Els grups d'espai també s'estudien en dimensions diferents a 3 on de vegades es diuen grups Bieberbach, i són grups cocompactes discrets d'isometries d'un espai euclidià orientat.
En cristal·lografia, grups d'espai també es diuen els grups cristal·logràfics o Fedorov, i representen una descripció de la simetria del cristall. Una font definitiva pel que fa als grups d'espai de 3 dimensions és les International Tables for Crystallography (Taules Internacionals per Cristal·lografia, Hahn (2002)).

## Taula de grups espacials en 3 dimensions
| #       | Sistema cristal·lí (compte) Xarxa de Bravais | Grup puntual | Grup puntual | Grup puntual     | Grup puntual | Grup puntual | Grups espacials (símbol curt internacional) |
| #       | Sistema cristal·lí (compte) Xarxa de Bravais | Intl         | Schön.       | Notació orbifold | Cox.         | Ord.         | Grups espacials (símbol curt internacional) |
| ------- | -------------------------------------------- | ------------ | ------------ | ---------------- | ------------ | ------------ | --- |
| 1       | Triclínic (2)                                | 1            | C1           | 11               | [ ]+         | 1            | P1 |
| 2       | Triclínic (2)                                | 1            | Ci           | 1×               | [2+,2+]      | 2            | P1 |
| 3–5     | Monoclínic (13)                              | 2            | C₂           | 22               | [2]+         | 2            | P2, P21 C2 |
| 6–9     | Monoclínic (13)                              | m            | Cs           | *11              | [ ]          | 2            | Pm, Pc Cm, Cc |
| 10–15   | Monoclínic (13)                              | 2/m          | C2h          | 2*               | [2,2+]       | 4            | P2/m, P21/m C2/m, P2/c, P21/c C2/c |
| 16–24   | Ortoròmbic (59)                              | 222          | D₂           | 222              | [2,2]+       | 4            | P222, P2221, P21212, P212121, C2221, C222, F222, I222, I212121 |
| 25–46   | Ortoròmbic (59)                              | mm2          | C2v          | *22              | [2]          | 4            | Pmm2, Pmc21, Pcc2, Pma2, Pca21, Pnc2, Pmn21, Pba2, Pna21, Pnn2 Cmm2, Cmc21, Ccc2, Amm2, Aem2, Ama2, Aea2 Fmm2, Fdd2 Imm2, Iba2, Ima2                                    |
| 47–74   | Ortoròmbic (59)                              | mmm          | D2h          | *222             | [2,2]        | 8            | Pmmm, Pnnn, Pccm, Pban, Pmma, Pnna, Pmna, Pcca, Pbam, Pccn, Pbcm, Pnnm, Pmmn, Pbcn, Pbca, Pnma Cmcm, Cmce, Cmmm, Cccm, Cmme, Ccce Fmmm, Fddd Immm, Ibam, Ibca, Imma     |
| 75–80   | Tetragonal (68)                              | 4            | C₄           | 44               | [4]+         | 4            | P4, P41, P4₂, P4₃, I4, I41 |
| 81–82   | Tetragonal (68)                              | 4            | S₄           | 2×               | [2+,4+]      | 4            | P4, I4 |
| 83–88   | Tetragonal (68)                              | 4/m          | C4h          | 4*               | [2,4+]       | 8            | P4/m, P4₂/m, P4/n, P4₂/n I4/m, I41/a |
| 89–98   | Tetragonal (68)                              | 422          | D₄           | 224              | [2,4]+       | 8            | P422, P4212, P4122, P41212, P4₂22, P4₂212, P4₃22, P4₃212 I422, I4122 |
| 99–110  | Tetragonal (68)                              | 4mm          | C4v          | *44              | [4]          | 8            | P4mm, P4bm, P4₂cm, P4₂nm, P4cc, P4nc, P4₂mc, P4₂bc I4mm, I4cm, I41md, I41cd                                                                                             |
| 111–122 | Tetragonal (68)                              | 42m          | D2d          | 2*2              | [2+,4]       | 8            | P42m, P42c, P421m, P421c, P4m2, P4c2, P4b2, P4n2 I4m2, I4c2, I42m, I42d                                                                                                 |
| 123–142 | Tetragonal (68)                              | 4/mmm        | D4h          | *224             | [2,4]        | 16           | P4/mmm, P4/mcc, P4/nbm, P4/nnc, P4/mbm, P4/mnc, P4/nmm, P4/ncc, P4₂/mmc, P4₂/mcm, P4₂/nbc, P4₂/nnm, P4₂/mbc, P4₂/mnm, P4₂/nmc, P4₂/ncm I4/mmm, I4/mcm, I41/amd, I41/acd |
| 143–146 | Trigonal (25)                                | 3            | C₃           | 33               | [3]+         | 3            | P3, P31, P3₂ R3 |
| 147–148 | Trigonal (25)                                | 3            | S₆           | 3×               | [2+,6+]      | 6            | P3, R3 |
| 149–155 | Trigonal (25)                                | 32           | D₃           | 223              | [2,3]+       | 6            | P312, P321, P3112, P3121, P3₂12, P3₂21 R32 |
| 156–161 | Trigonal (25)                                | 3m           | C3v          | *33              | [3]          | 6            | P3m1, P31m, P3c1, P31c R3m, R3c |
| 162–167 | Trigonal (25)                                | 3m           | D3d          | 2*3              | [2+,6]       | 12           | P31m, P31c, P3m1, P3c1 R3m, R3c |
| 168–173 | Hexagonal (27)                               | 6            | C₆           | 66               | [6]+         | 6            | P6, P61, P6₅, P6₂, P6₄, P6₃ |
| 174     | Hexagonal (27)                               | 6            | C3h          | 3*               | [2,3+]       | 6            | P6 |
| 175–176 | Hexagonal (27)                               | 6/m          | C6h          | 6*               | [2,6+]       | 12           | P6/m, P6₃/m |
| 177–182 | Hexagonal (27)                               | 622          | D₆           | 226              | [2,6]+       | 12           | P622, P6122, P6₅22, P6₂22, P6₄22, P6₃22 |
| 183–186 | Hexagonal (27)                               | 6mm          | C6v          | *66              | [6]          | 12           | P6mm, P6cc, P6₃cm, P6₃mc |
| 187–190 | Hexagonal (27)                               | 6m2          | D3h          | *223             | [2,3]        | 12           | P6m2, P6c2, P62m, P62c |
| 191–194 | Hexagonal (27)                               | 6/mmm        | D6h          | *226             | [2,6]        | 24           | P6/mmm, P6/mcc, P6₃/mcm, P6₃/mmc |
| 195–199 | Cubic (36)                                   | 23           | T            | 332              | [3,3]+       | 12           | P23, F23, I23 P213, I213 |
| 200–206 | Cubic (36)                                   | m3           | Th           | 3*2              | [3+,4]       | 24           | Pm3, Pn3, Fm3, Fd3, Im3, Pa3, Ia3 |
| 207–214 | Cubic (36)                                   | 432          | O            | 432              | [3,4]+       | 24           | P432, P4₂32 F432, F4132 I432 P4₃32, P4132, I4132 |
| 215–220 | Cubic (36)                                   | 43m          | Td           | *332             | [3,3]        | 24           | P43m, F43m, I43m P43n, F43c, I43d |
| 221–230 | Cubic (36)                                   | m3m          | Oh           | *432             | [3,4]        | 48           | Pm3m, Pn3n, Pm3n, Pn3m Fm3m, Fm3c, Fd3m, Fd3c Im3m, Ia3d |